# بخش سنت کلر (شهرستان باتلر، اوهایو)
بخش سنت کلر (به انگلیسی: St. Clair Township) یک منطقهٔ مسکونی در ایالات متحده آمریکا است که در شهرستان باتلر، اوهایو واقع شده‌است.
 بخش سنت کلر ۵۵٫۵ کیلومتر مربع مساحت و ۶٬۹۰۸ نفر جمعیت دارد و ۱۹۱ متر بالاتر از سطح دریا واقع شده‌است.